# Kanonikát
Kanonikát je právnická figura spojená s osobou kanovníka. Je s ním spojen systém výsad a požitků daných vlastním právem. Mívá zpravidla svého zakladatele, bývá určitým způsobem specifikovaný. V Kodexu kanonického práva z roku 1983 je definován kánonem 509 §§1-2.

## Typy kanonikátů
Jsou prakticky spojeny s tím, o jaký typ kanovníka se jedná. Podle toho se určuje druh kanonikátu. Rozlišujeme dva typy:
- řádní kanovníci (ital. canonici numerari) – řádně do počtu, „spočitatelní“ (ital. simplici), mají svá místa v chórových lavicích (neboli ve štalách, lat. stallum)
- čestní kanovníci („nadpočetní“) (ital. sopranumerali)

### Typy kanonikátů
- sídelní kanovníci (někdy se používá termín kapitulní kanovníci); koresponduje s termínem řádní kanovníci
- emeritní kanovníci
- čestní kanovníci (nesídelní kanovníci)

## U řádných kanovníků rozeznáváme úřady
- primicerus (ital. primicerio) – má na starosti vzdělávání mladých kleriků (lat. inferiores et iuniores) a diecézní školy; někdy se říká těmto úřadům italsky domicelli nebo latinsky domicellares
- pokladník (italsky  tesoriere), ale také italsky sacrista či kustód
- knihovník (italsky  precentore nebo succentore)
- teolog – úřad pochází z 12. století; v současnosti pro hodnocení písemností s osvědčením nihil obstat
- penitenciář – úřad pochází z 13. století; pro "vnitřní forum" (lat. pro "foro interno") mimo papežských reservátů vyhrazených Apoštolskému stolci
- punktátor
- ceremonář
- almužník – mající na starosti chudé

## Kanovníky "nadpočetné" rozeznáváme podle prebendy (též českyobročí)

### Podle očekávání prebendy
- lat. Cum expectativa proebendae - Kanovníci čekatelé prebend
- lat. Sine expectativa proebendae - Kanovníci bez očekávání prebend

### Podle typu prebendy
- italsky ' Canonici lat. "in herbis" ital. senza prebenda - Kanovníci bez prebend
- ital. Canonici lat. "in floribus et fructibus" ital. con prebenda - Kanovníci s prebendou
- ital. Canonici semiprebendati chiamati anche Canonici "Portionarii" o Canonici "Tertionarii"  - Kanovníci půlprebendáři zvaní také Kanovníci "částečníci, podílníci" nebo Kanovníci "třetiníci". Tato právní figura vychází z dokumentu Tridentského koncilu[1], který umožnil i 1/3 prebendy pro kněze, kteří to potřebovali.
- ital. Canonici onorari avevano soltanto l'onore, senza prebenda e senza l'aspettativa - Čestní kanovníci mají toliko čest, jsou bez prebend a bez očekávání prebend